# La Haye-d'Ectot
La Haye-d'Ectot é uma comuna francesa na região administrativa da Normandia, no departamento Mancha. Estende-se por uma área de 7,35 km². Em 2010 a comuna tinha 271 habitantes (densidade: 36,9 hab./km²).